# La Bessa
La Bessa és una masia del municipi de Montseny (al Vallès Oriental) inclosa en l'Inventari del Patrimoni Arquitectònic de Catalunya.

## Descripció
El barri està format per una dependència i el cos principal formant un angle mort a la part del camí. La part davantera del cos principal constitueix una torre de tossa respectable, aparentment amb finalitats defensives. La façana té una porta amb nou dovelles i dues finestres centrades, una a cada pis. La inferior és d'arc de mig punt trencat i amb una llinda de pedra, la superior té una motllura trilobada irregular. La part posterior del cos central és a una sola vessant, allargada, amb dues finestres, una com la jussana de la façana i una altra de més rudimentària, amb ampit, donada la curvatura de la paret.

## Història
La Bessa ja és documentat el 1470, i el 1515 era el poblament més elevat de Montseny, als 850 m. d'altitud. El mateix any hi ha documentat en Bernat Vesa.